# Józef Gutkowski
Józef Gutkowski, ps. „Kania II”, „555”, „Barański” (ur. 19 marca 1919 w Przybyszówce, obecnie Rzeszów, zm. w 1985 w Melbourne, Australia) – żołnierz Armii Krajowej, uczestnik ruchu oporu antykomunistycznego.

## Życiorys
Syn Andrzeja Gutkowskiego (ps. „Sęp”, komendanta plutonu BCh) i Franciszki z domu Pisarek. Ukończył trzy klasy I Gimnazjum im. ks. Stanisława Konarskiego w Rzeszowie, a następnie uczęszczał do Szkoły Zawodowej im. Borelowskiego w Rzeszowie. Najstarszy brat Stanisława, Jana, Walentego i Ludwika oraz sióstr Anieli, Janiny i Zofii. Już w trakcie wojny w 1941 r. ożenił się z Wiktorią z domu Pączek.

### II wojna światowa
Żołnierz AK, brał udział w walkach przeciwko okupantowi niemieckiemu oraz w ruchu oporu antykomunistycznego w czasie dominacji sowieckiej. 

#### Okres okupacji niemieckiej
Zaprzysiężony do ZWZ przez Walentego Kawalca („Tomka”) w Placówce ZWZ-AK Trzciana. Początkowo pełnił funkcję łącznika, a następnie w sierpniu 1942 r. otrzymał awans na starszego strzelca. Zaangażowany w działalność kontrwywiadu na terenie Placówki. Po ukończeniu Szkoły Podoficerskiej w Placówce 29 listopada 1943 r. uzyskał awans do stopnia kaprala.
W maju i czerwcu 1944 r. oddelegowany do szkoleniowego oddziału partyzanckiego „Kółeczko”, który miał przeszkolić przyszłych dowódców partyzantki. Walczył w akcji „Burza” od k. lipca 1944 r., gdzie drużyny dywersyjne do zadań specjalnych odpowiedzialne były za takie zadania jak: likwidacja warty przeciwnika, likwidacja niemieckich agentów i spadochroniarzy, wykonywanie zadań sabotażowo-dywersyjnych polegających na urządzaniu zasadzek na transporty, wysadzanie torów kolejowych i mostów oraz zabezpieczenie ważniejszych obiektów o znaczeniu strategicznym.

#### Okres dominacji sowieckiej
Jesienią 1944 roku na rozkaz komendanta Obwodu AK Rzeszów por. Mieczysława Kawalca utworzony został wydzielony oddział dywersyjny (grupa żandarmerii do akcji specjalnych), którym dowodził Józef Gutkowski. Oddział został wyznaczony do przeprowadzenia kilku odwetowych akcji specjalnych skierowanych przeciwko agenturze komunistycznej. W meldunkach z tego okresu znajdowały się stwierdzenia o mnożących się donosach, podpaleniach oraz rozstrzeliwaniach organizowanych przez polski i sowiecki aparat bezpieczeństwa przeciw AK i społeczeństwu.
11 listopada 1944 r. awansowany do stopnia plutonowego. Od tego czasu pełnił funkcje dowódcy grupy do zadań specjalnych (w tym akcji likwidacyjnych), podlegającej bezpośrednio pod p.o. obwodowego komendanta dywersji.
Dowodził jedną z najbardziej spektakularnych (i niebezpiecznych) akcji na terenie Placówki AK „Świerk”, która polegała na wykonaniu wyroku śmierci na Władysławie Kornaku, członkowi przedwojennej Komunistycznej Partii Polski i PPR, referencie gminnym UB i przewodniczącym Komisji Reformy Rolnej dokonującej parcelacji majątku ziemskiego w Dąbrowie, 11 grudnia 1944 r. W miejscu zamieszkania Kornaka stacjonował batalion NKWD. Po wykonaniu wyroku grupa wymknęła się zaalarmowanym żołnierzom NKWD.
Po wkroczeniu na teren Rzeszowszczyzny Armii Czerwonej przejął od Tadeusza Dziedzica („Gruszy”) dowodzenie nad oddziałem dywersyjnym Placówki. Funkcję tę pełnił przez ok. 5 miesięcy do czasu przeniesienia go do Placówki AK-„NIE” „Grab”, co nastąpiło w lutym 1945 r. W tym rejonie wiosną 1945 r. przez kolejne trzy miesiące dowodził 9-osobową bojówką poakowską, w skład której wchodzili m.in. Kazimierz Kozdrański, Edward Nędza, Tadeusz Rzeszutek i nieznany z imienia Porada, wszyscy z Zaczernia lub okolic. Grupa ta współpracowała z oddziałem „Straży” DSZ dowodzonym przez Wiktora Błażewskiego („Orlika”).
Za swoją działalność rozkazem z 23 stycznia 1945 r. otrzymał awans na stopień plutonowego ze starszeństwem od 11 listopada 1944 r. oraz został przedstawiony do odznaczenia Krzyżem Walcznych.

### Represje wobec rodziny
W miarę nasilającej się inwigilacji struktur AK przez miejscowych informatorów NKWD i PPR, wielu żołnierzy armii podziemnej i członków ich rodzin w terenie czuło się zagrożonych. Gutkowski był tropiony przez NKWD z wielokrotnym wywieraniem presji na jego rodzinę (zatrzymania i pobicia). 5 grudnia 1944 r. pobito jego ciężarną żonę. Jego braci, Walentego, Jana ps. „Harnaś” i Stanisława ps. „Kanion” (również zaangażowanych w działalność AK) poddawano represjom, aresztowaniom i przesłuchaniom.

### Konspiracja
Będąc poszukiwanym przez NKWD i UB zmuszony był wyjechać na Śląsk w czerwcu 1945 r. Po krótkim pobycie w Cieszynie, gdzie dzięki interwencji lokalnej komórki legalizacyjnej DSZ pracował jako kontroler w Tymczasowym Zarządzie Państwowym, został 6 sierpnia 1945 r. aresztowany przez UB pod zarzutem działania na szkodę państwa. Prawdopodobnie nierozpoznany (aresztowanie nastąpiło pod fałszywym nazwiskiem Pączek) wyszedł na wolność 6 listopada 1946 r. Tropiony przez grupę specjalną rzeszowskiego UB 7 lutego 1947 r., podczas próby przedostania się do amerykańskiej strefy okupacyjnej w Niemczech, został zatrzymany przez czeską milicję w Karlowych Varach. Po wypuszczeniu z aresztu został skierowany do pracy w jednej z czeskich fabryk, gdzie przez kilka miesięcy pracował jako szlifierz łyżek.
W sierpniu 1947 r. udało mu się przekroczyć granicę z Niemcami w miejscowości Aš, ale został aresztowany przez niemiecką policję graniczną. Wyrokiem sądu amerykańskiego w Rehau skazany został na cztery miesiące obozu karnego, z którego został zwolniony 1 grudnia 1947 r. Wkrótce, 4 grudnia 1947 r., został pozytywnie zweryfikowany przez Samodzielny Referat Likwidacyjny ds. Żołnierzy AK w obozie Heilbronn w Niemczech na terenie okupacji amerykańskiej, który potwierdził jego stopień i odznaczenia. Według relacji Gutkowskiego z 1948 r. złożonej w ramach weryfikacji jego grupa dywersyjna wykonała „11 akcji likwidacyjnych (wyroki) oraz kilkadziesiąt innych”.

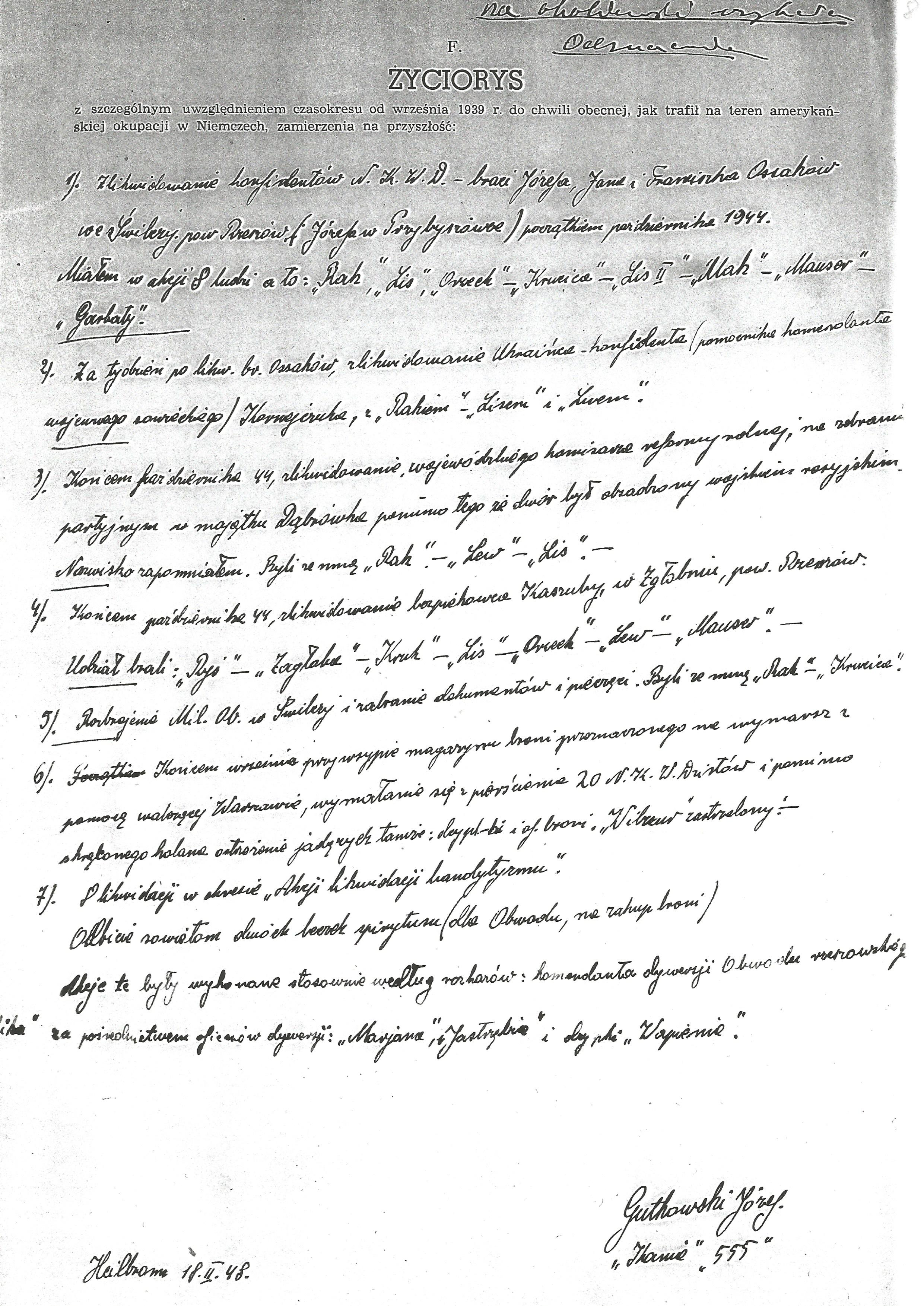
Fragment własnoręcznie spisanego życiorysu Kani II

Poszukiwany przez służbę bezpieczeństwa, nie powrócił do kraju i prowadzona od 31 października 1964 r. jego sprawa karna została ostatecznie umorzona 26 lutego 1972 r. wskutek przedawnienia karalności czynów, za które był ścigany.

### Emigracja
Wyemigrował do Australii, gdzie przybył na statku Wildflecken w ramach listy pasażerskiej osób wysiedlonych. Pracował jako strażak w ramach Fire Rescue Victoria, gdzie zakończył swoją pracę zawodową (Retired Fireman). Zaangażowany w działalność Returned and Services League of Australia (organizacja wspierająca byłych i aktywnie służących w ADF) oraz lokalnego klubu polskiego w Newport, dzielnicy Melbourne, o dużej społeczności polskiej i europejskiej. W 1967 r. uzyskał obywatelstwo australijskie.